# Captador de vent

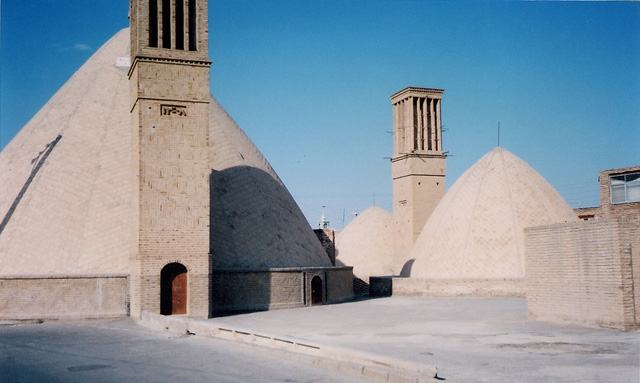
Un ab anbar amb doble cúpula i captadors de vent en el desert. Ciutat de Naeen, proper a Yazd.

Un  captador de vent  ( Badger : ملقف) és un dispositiu arquitectònic de tradició persa utilitzat durant molts segles per proveir de ventilació natural i refrescament a l'interior dels edificis. No va ser la primera cultura a desenvolupar-los però sí la que els segueix utilitzant fins ara. Els captadors de vents posseeixen diversos dissenys, entre els quals es poden trobar els unidireccionals, els bidireccionals i els pluridireccionals.

## Introducció
La regió central de l'Iran és desèrtica, de manera que per la manca d'humitat en l'aire es generen grans diferències de temperatura entre el dia i la nit. Així l'aire va de fresc a extremadament càlid a l'estiu i amb molt baixa humitat relativa tot el dia. La majoria dels edificis es construeixen amb parets molt gruixudes de tova o de maó, que proporciona aïllament tèrmic i massa tèrmica. Amb aquesta estratègia de disseny passiu s'aconsegueix esmorteir la gran variació entre el dia i la nit buscant una temperatura mitjana propera al confort higrotèrmic. D'altra banda, el gran gruix de les parets permet acumular la calor diürna per desplaçar la calor cap a la nit quan la temperatura exterior baixa per sota de la temperatura de comfort.
Les ciutats són a prop o a l'entorn d'oasis del desert per tal d'assegurar la provisió d'aigua. Són a més de trama molt tancada: carrers estrets, de parets altes i blanquejades amb calç per reduir al mínim l'absorció de la calor solar. Els edificis i cases tenen patis profunds i terrasses on els habitants dormen a les nits caloroses d'estiu. Durant el dia les persones s'agrupen en l'ombrívol interior.
La calor de la llum del sol es redueix al mínim amb l'ús de finestres petites protegides amb gelosies de fusta tupides que serveixen de protecció solar.

## Funció

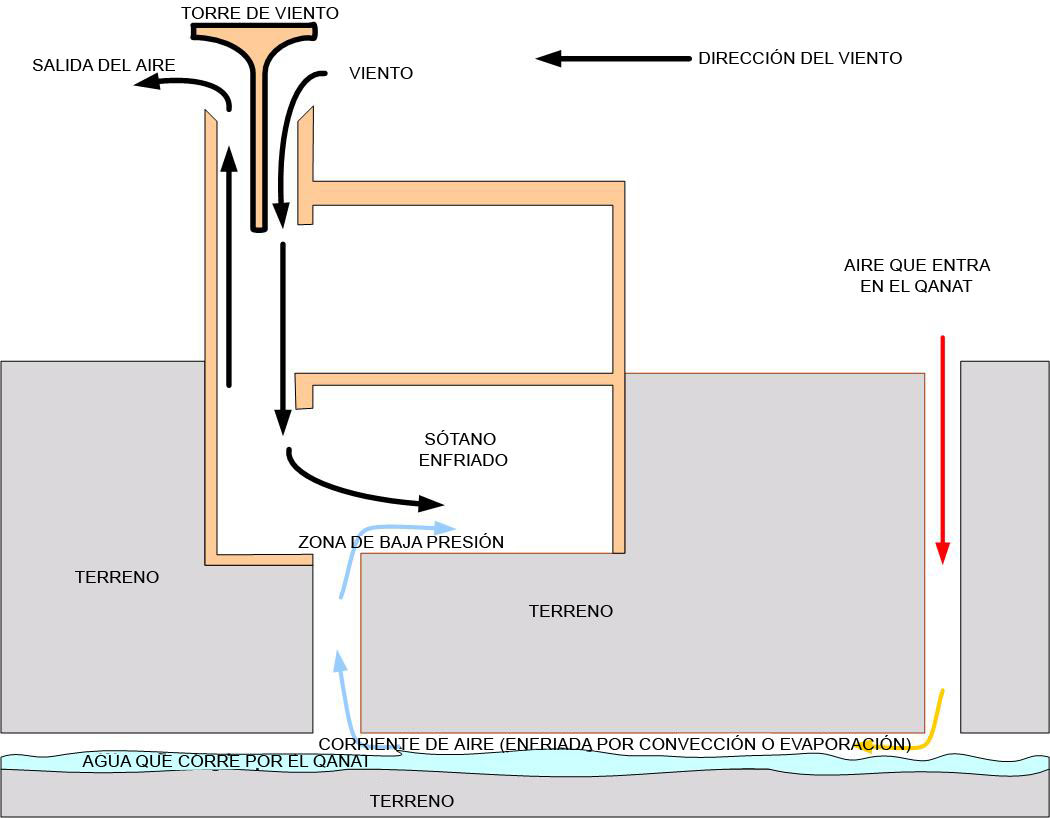
Il·lustració de l'ús de captadors de vent i qanat per refrescament.

Els captadors de vent posseeixen les següents funcions:
Primer, un captador de vent s'encapsula i té diverses obertures (tradicionalment quatre) orientades en la part superior. Es tanquen totes les boques superiors menys la que es troba en direcció al vent forçant-ho a descendir perquè després pugi per efecte xemeneia. Això genera la ventilació que refresca significativament les parts inferiors dels edificis, però si no s'incorpora una altra estratègia seria el mateix que una finestra o orifici comú per on entra aire molt calent i molt sec.
Per tant, la clau per generar temperatures baixes consisteix a minimitzar les pèrdues per ranures i orificis i conduir el major cabal d'aire possible sobre el qanat.

### Qanat
Un qanat és un dispositiu que conté aigua i es forma mitjançant un entramat dins del conducte sobre el qual es posen draps humits o càntirs amb aigua en la trajectòria de l'aire captat. L'aigua té dues funcions. D'una banda, humiteja l'aire sec de l'exterior i per l'altra absorbeix part de la calor sensible de l'aire reduint la seva temperatura, produint el mateix efecte que un càntir, per refrescar l'aigua. Això es pot verificar fàcilment mitjançant un diagrama psicromètric. Com el qanat també es troba totalment protegit del sol, la seva massa té una temperatura més baixa degut a l'aire fresc que circula durant la nit. Atès que l'aire fresc és més dens que l'aire càlid queda dins del sistema.
Un captador de vent, però, pot crear un gradient de pressió que aspiri una quantitat petita d'aire cap amunt a través d'una casa. Aquest aire fresc i sec de la nit, escombra l'aigua evaporant-la i refrescant-la.
Finalment, en un ambient sense vent o en una casa sense aigua, un captador de vent funciona com un airejador passiu natural per extreure l'aire calent de l'interior de l'edifici. Crea un gradient de pressió que permet que menys aire fresc dens viatgi cap amunt i escapi fora del límit de la columna d'aire.
Quan es combinen els efectes de gran massa tèrmica tova amb una alta resistència tèrmica (R: m².K/W), el captador de vents pot refrescar els espais inferiors de mesquites i cases (com per exemple els xabestan) en el moment més càlid dels migdies del desert Iranià.
Aquest dispositiu només s'ha d'utilitzar en climes molt secs, ja que les experiències en climes menys rigorosos no ha estat positiva. En particular pel fet que poden proliferar certs fongs que alliberen espores que poden causar malalties respiratòries.

## Altres dispositius
El badgir és un captador de vents petit, també anomenat shish-khan en arquitectura persa tradicional. Els shish-khan es poden veure encara damunt de les terrasses dels ab anbar (cisternes d'aigua). S'instal·len més com un dispositiu de ventilació pur, en comparació amb els més grans que serveixen de reguladors de la temperatura i la humitat de l'aire.
Una torre de vents(persa: bad gir, àrab:  badghir  (del persa)) és una estructura de l'Orient Mitjà, particularment a l'Iran i Bahrain. Actua naturalment com un sistema de refrigeració creant un efecte refrescant en les dures condicions climàtiques del desert.

## Galeria d'imatges

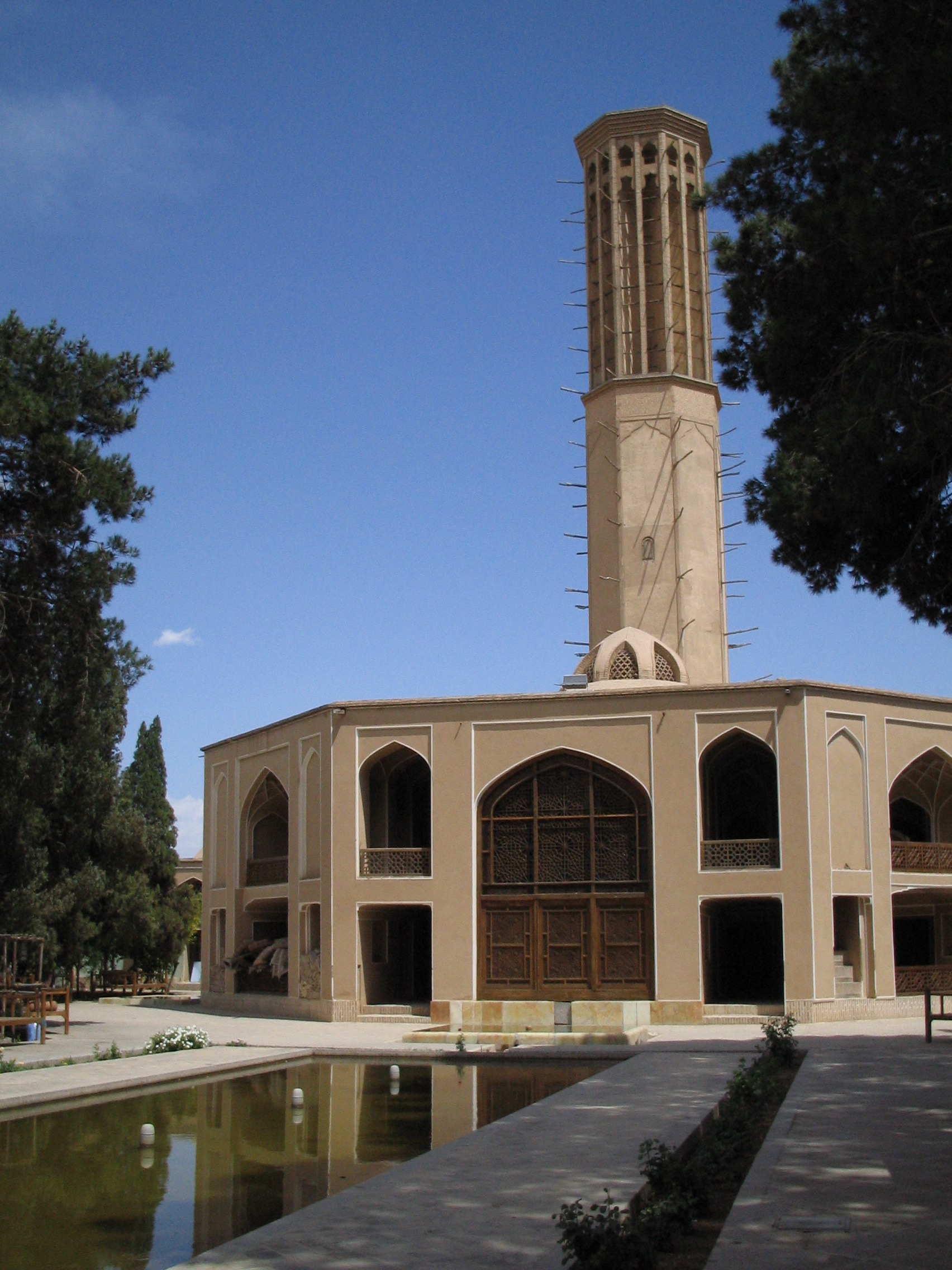
El captador de vent de "Dowlat-abat" a Yazd, és un dels més grans construïts en peus.
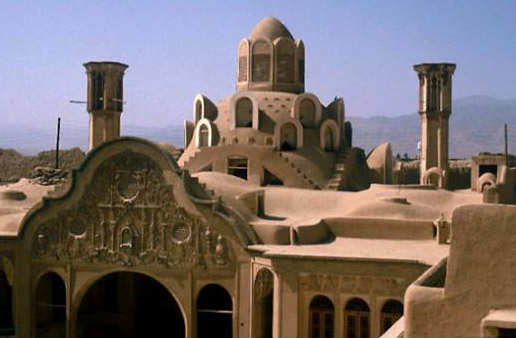
Casa dels Borujerdi, al centre de l'Iran. Construït el 1857, és un excel·lent exemple de l'antiga i tradicional arquitectura del desert persa. Els dos alts captadors de vent de la casa (andaruni).
Captador de vent al barri d'Al Bastakiya a Dubai, Emirats Àrabs Units.